# 戈亞內西亞杜帕拉
戈亞內西亞杜帕拉（葡萄牙語：Goianésia do Pará），是巴西的城鎮，位於該國北部，由帕拉州負責管轄，始建於1977年12月13日，面積7,021平方公里，海拔高度103米，2012年人口35,299，人口密度每平方公里5.03人。